# Чернополосый острорылый иглобрюх
Чернополосый острорылый иглобрюх (лат. Canthigaster valentini) — вид лучепёрых рыб семейства иглобрюхих.

## Описание
Тело слегка сжатое с боков длиной 10 см. Светлая окраска тела покрыта светло-коричневыми точками. На голове, спине и хвостовом стебле несколько чёрных пятен.

## Распространение
Чернополосый острорылый иглобрюх живёт в Красном море и в Индо-Тихоокеанской области от побережья Восточной Африки до Южной Африки, Японии, Туамоту и острова Лорда-Хау в коралловых рифах на глубине от 1 до 55 м.

## Питание
Он питается красными и зелёными водорослями, а также мелкими беспозвоночными, такими как маленькие иглокожие, многощетинковые черви, моллюски и мшанки.

## Размножение
Чернополосый острорылый иглобрюх живёт в полигамном союзе. Совместно с самками, чьё количество в гареме составляет от одной до семи, он контролирует большой участок. Самки мечут икру каждый день в утренние часы, выбирая в качестве субстрата листья водорослей. Самцы, не имеющие своих гаремов, пытаются проникать в существующие гаремы, чтобы метать икру с самкой. При встрече с собственником гарема они начинают подражать токующей самке, чтобы избежать борьбы.

## Стаи
Время от времени рыбы образуют небольшие стаи количеством до 100 животных. Отдельные особи сейшельской паралутеры (Paraluteres prionurus) присоединяются к этой стае. Они подражают пигментации и форме тела рыб, защищая таким образом себя от врагов. Их количество в стае не превышает 5%.